# Cape Meredith
Cape Meredith är en udde i territoriet Falklandsöarna (Storbritannien). Den ligger i den sydvästra delen av ögruppen, 200 km sydväst om huvudstaden Stanley.